# HC Panter Tallinn
HC Panter je hokejový tým se sídlem v Tallinnu v Estonsku hrající Estonskou hokejovou ligu, nejvyšší soutěž ledního hokeje v Estonsku. Domácí zápasy hrají ve Škoda Ice Areně ve čtvrti Haabersti s kapacitou 500 diváků, a klubové barvy jsou červená, černá, bílá.

## Historie
HC Panter založili v roce 2001 Rein Mölder a Olle Sildre a v následujících letech se klub účastnil Meistriliigy. V roce 2004 tým vyhrál svůj první a zatím jediný titul, když ve finále play-off porazil Narva PSK. V sezóně 2005/06 se HC Panter také účastnil 2. Divisioona, čtvrté nejvyšší finské soutěže, nakonec skončil na 4. místě v konferenci Uusimaa. Po svém působení ve Finsku byl tým v letech 2006 – 2011 neaktivní. Do Meistriliigy se vrátil v roce 2011 jako HC Panter/Purikad (po sloučení s juniorským týmem HC Purikad sídlícím v Tallinnu). Tým se nakonec v roce 2015 vrátil k přezdívce HC Panter. HC Panter byl v letech 2016 – 2020 opět neaktivní v Meistriliize a místo toho se soustředil pouze na rozvoj mládeže. Tým se znovu vrátil do nejvyšší soutěže od sezóny 2020/21.

#### Historie názvu klubu
- 2001 – 2003 HC Panter Tallinn
- 2003 – 2004 HC Panter-Hansa Sport Tallinn
- 2004 – 2011 HC Panter Tallinn
- 2011 – 2015 HC Panter/Purikad Tallinn
- 2015 – HC Panter Tallinn

## Umístění
| Sezóna    | PÚ      | Po ZČ                      | Místo    |                                                   |
| --------- | ------- | -------------------------- | -------- | ------------------------------------------------- |
| 2001/2002 | 9       | 3. místo ve skupině Tallin | 6. místo | 6. místo ze 6 ve finálové skupině                 |
| 2002/2003 | 8       | 3. místo ve skupině B      | 3. místo | výhra o 3. místo s Kohtla-Järve ChC 3:1           |
| 2003/2004 | 5       | 3. místo                   | 1. místo | výhra ve finále s Narva PSK 2:1 na zápasy         |
| 2004/2005 | 5       | 2. místo                   | 2. místo | prohra ve finále s HK Stars Tallinn 1:3 na zápasy |
| 2005/2006 | 5       | 3. místo                   | 3. místo | výhra o 3. místo s Narva PSK 2:0 na zápasy        |
| 2006-2011 | neúčast | neúčast                    | neúčast  | neúčast                                           |
| 2011/2012 | 5       | 2. místo                   | 4. místo | prohra o 3. místo s Tallinn Viking Sport 0:2      |
| 2012/2013 | 5       | 4. místo                   | 4. místo | prohra o 3. místo s Narva PSK 4:7                 |
| 2013/2014 | 6       | 4. místo                   | 4. místo | prohra o 3. místo s Narva PSK 0:2 na zápasy       |
| 2014/2015 | 5       | 4. místo                   | 3. místo | prohra v semifinále s Narva PSK 1:2 na zápasy     |
| 2015/2016 | 3       |                            | 3. místo |                                                   |
| 2016-2020 | neúčast | neúčast                    | neúčast  | neúčast                                           |
| 2020/2021 | 5       | 3. místo                   | 2. místo | prohra ve finále s Välk 494 1:2 na zápasy         |
| 2021/2022 | 7       | 4. místo                   | 3. místo | výhra o 3. místo s HC Everest 2:1                 |
| 2022/2023 | 7       |                            |          |                                                   |

## Významní hráči
- Robert Rooba začal svou kariéru v HC Purikad

## Zajímavost
Součástí HC Panter Tallinn je i hokejový tým žen, který hraje nejvyšší Estonskou hokejovou ligu žen.